# Симфония № 4 (Гласс)
Symphony No. 4 («Heroes») — симфония, написанная американским композитором Филипом Глассом в 1996 году на основе альбома Дэвида Боуи «Heroes». Ранее Гласс уже работал над материалом Боуи, написав Symphony No. 1 на основе альбома музыканта — Low.

## Симфония
Симфония была написана в 1996 году для большого симфонического оркестра, включающего две флейты, пикколо, два гобоя, два кларнета, бас-кларнета, два фагота, три валторны, три трубы, два тромбона, бас-тромбон, тубу, перкуссию, арфу, фортепиано, челесту и струнные.
Симфония состоит из шести частей:
1. “Heroes”
2. Abdulmajid
3. Sense of Doubt
4. Sons of the Silent Age
5. Neuköln
6. V2 Schneider

Песня «Abdulmajid» на основе которой была сочинена вторая часть симфонии, была записана во время студийных сессий альбома «Heroes», но не попала в первоначальный релиз альбома.

## Альбом
Впоследствии композиция была включена в переиздание «Heroes» лейблом Rykodisc 1991 года (приуроченного к выпуску бэк-каталога Боуи на компакт-дисках). Симфония была исполнена Оркестром американских композиторов под управлением дирижёра Майкла Рисмана, которому ассистировал Деннис Рассел Дэвис. Распространением альбома (каталожный номер 454-388-2) занималась звукозаписывающая компания Point Music, совместное предприятие Euphorbia Productions Ltd и Philips Classics Productions.

### Список композиций
1. «Heroes» (5:53)[1]
2. Abdulmajid (8:53)
3. Sense of Doubt (7:20)
4. Sons of the Silent Age (8:18)
5. Neuköln (6:41)
6. V2 Schneider (6:48)